# Isole Cuyo

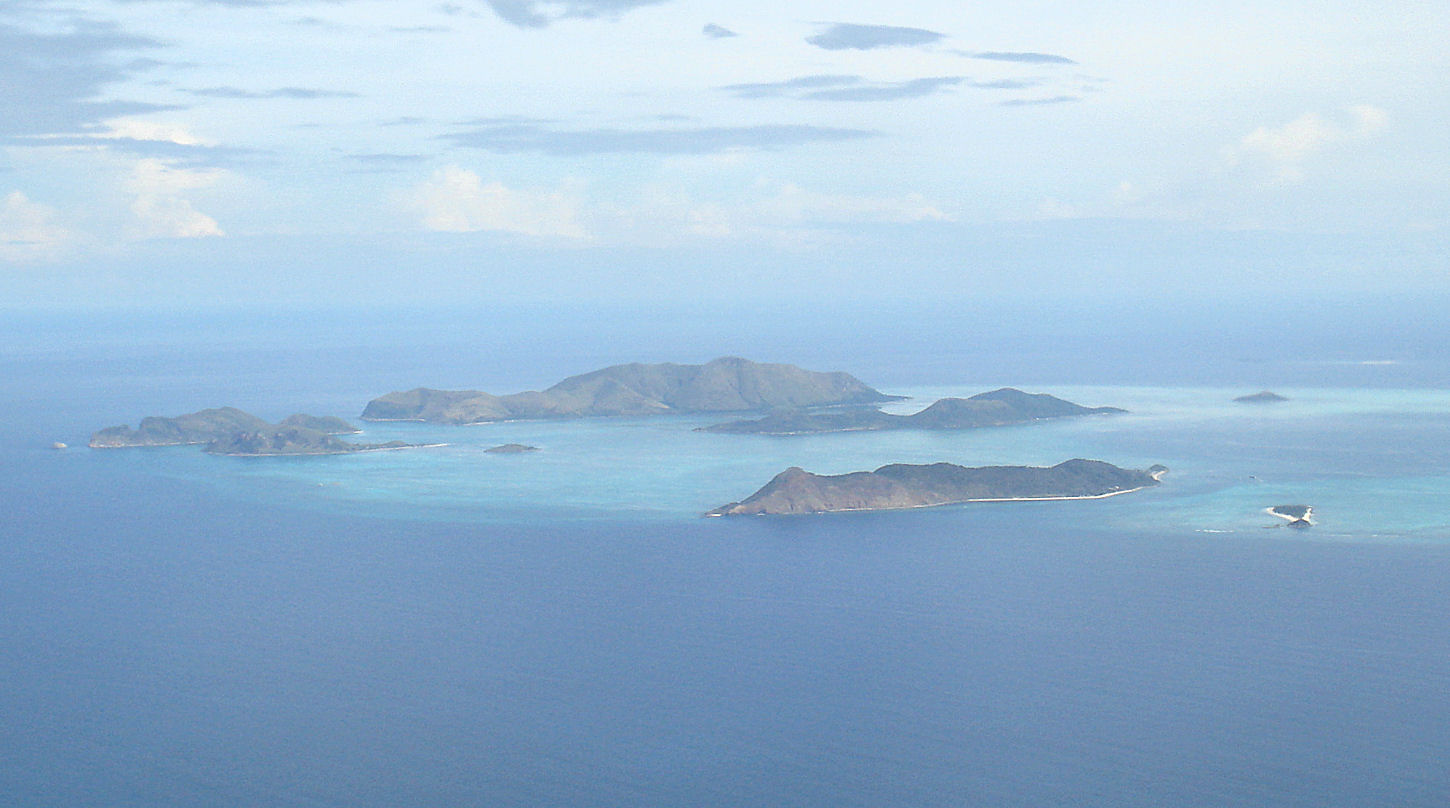
Gruppo delle isole Quiniluban nella parte nord delle isole Cuyo

Le isole Cuyo sono un arcipelago che si trova nel mar di Sulu, tra l'isola di Palawan a est e l'isola di Panay a ovest. L'arcipelago ha una lunghezza di circa 80 km ed una larghezza massima di circa 60 km.
La superficie totale è di circa 130 km² e la popolazione di circa 43.000 abitanti (2007). Amministrativamente appartengono alle Filippine, provincia di Palawan, suddivise fra le municipalità di Cuyo, Magsaysay e Agutaya.
L'arcipelago è composto da circa 40 isole; le principali sono (da nord a sud):
- isole Quiniluban: si trovano all'estremo nord dell'arcipelago; sono costituite da 5 isole maggiori (Quiniluban, Cambuag, Siland, Concepcion e Algeceras) e alcuni isolotti minori;
- Manamoc: si trova a circa 16 km a sud-ovest delle isole Quiniluban. A metà strada si trova l'isola di Pamalican famosa per la presenza del Resort di Amanpulo. A Pamalican si trova un piccolo aeroporto privato utilizzato per trasportare turisti e rifornimenti destinati al resort.
- Agutaya: si trova al centro dell'arcipelago a circa metà strada fra le Quiniluban a nord-ovest e l'isola di Cuyo a sud. Era un antico vulcano ora inattivo.[1]
- Cuyo: è l'isola maggiore posta all'estremo sud dell'arcipelago.

Oltre a queste isole maggior sono presenti altre piccole isole coralline e isolotti minori.
I principali centri abitati sono: Cuyo Town sull'isola omonima, Agutaya e Villasol sull'isola di Agutaya e Algeciras nelle Quiniluban. Cuyo Town risale al XVII secolo, al tempo della colonizzata dagli spagnoli. Di quel periodo restano alcune chiese cattoliche ed un forte costruito per la protezione contro le incursioni dei pirati Moro.
Le principali attività produttive sono la coltivazione della palma da cocco la pesca ed il turismmo.
Sull'isola di Cuyo è presente un aeroporto pubblico di Classe 2 (sigla IATA: CYU, sigla ICAO: RPLO) nella zona nord-orientale dell'isola. Voli settimanali della South East Asian Airlines la collegano con Puerto Princesa (Palawan), Boracay e Manila.